# Otto Faist
Otto Faist (* 11. März 1903 in Karlsruhe; † Februar 1946 in Kowel, Sowjetunion) war ein deutscher Leichtathlet und Fußballtrainer.

## Leben und Karriere
Faist war aktiver Leichtathlet des Karlsruher FC Phönix, der sich als Läufer auf den Kurz- und Mittelstrecken einen Namen machte. Nach Aussage seines Sohnes war er der erste deutsche Sportler, der nach dem Ersten Weltkrieg in Paris antrat. In den Jahren 1925 und 1926 wurde er in die Nationalmannschaft berufen. Mit der Phönix-4-mal-100-Meter-Staffel wurde er 1926 Deutscher Meister. Außerdem belegte er im 400-Meter-Lauf Rang zwei hinter Otto Peltzer. Im selben Jahr begann er ein Studium an der Deutschen Hochschule für Leibesübungen in Berlin beim späteren Reichstrainer Otto Nerz, das er 1929 als Diplom-Sportlehrer abschloss. 1928 war er zuvor mit der Sprintstaffel des SCC Berlin Deutscher Vizemeister über 4-mal 100 Meter geworden.
Faists Fußballtrainerlaufbahn begann 1930 beim SV Wiesbaden. Ein Jahr später ging er nach Bulgarien, wo er die Nationalmannschaft betreute. Mit zwei Siegen in zwei Spielen führte er das Team zum Gewinn des Balkan-Cups 1931. Nach der Rückkehr ins Deutsche Reich war Faist 1932/33 zunächst beim Kölner Sportclub 1899 tätig. Anschließend war er bis 1937 teils in Teilzeit hier und bei mehreren anderen Vereinen im Westen aktiv: beim Wattenscheider SV Höntrop, beim Duisburger FV 08 und dem SVA Gütersloh; Arminia Bielefeld führt ihn als Trainer von 1933 bis 1935. Zur Saison 1937/38 verpflichtete ihn Rot-Weiß Oberhausen, wo der „ausgezeichnete Sportlehrer“ die Erwartungen, vor allem aufgrund einer Verletzungsserie unter seinen Spielern, nicht erfüllen konnte und 1938 entlassen wurde. Faist ersetzte anschließend beim FC Schalke 04 Meistertrainer „Bumbes“ Schmidt. Mit den Königsblauen errang er 1938/39, 1939/40 und 1941/42 drei deutsche Meisterschaften; außerdem erreichte er mit der Mannschaft zweimal das Finale des Tschammerpokals.
Faist war ein „überzeugter Anhänger Adolf Hitlers“ und trat am 1. Mai 1933 in die NSDAP ein. Im Januar 1942 wurde er zur Wehrmacht einberufen, erhielt aber für die Meisterschaftsendrunde Sonderurlaub. Die Luftwaffe setzte ihn als Trainer des LSV Mölders Krakau ein, dieser gewann unter ihm 1943 und 1944 den Bernsteinpokal, der unter den Fußballmannschaften der deutschen Besatzer im Generalgouvernement Polen ausgetragen wurde. Noch in einem Brief aus dem März 1945 schreibt der Frontsoldat Faist vom „Glauben an unseren Endsieg“. Doch auf der Flucht von der Ostfront brachten ihn die Erlebnisse des Elends zur Einsicht, dass das Regime des Dritten Reichs ein verbrecherisches war. Im heutigen Sachsen geriet er in sowjetische Kriegsgefangenschaft und kam zunächst ins Lager Elsterhorst, später dann ins Gefangenenlager Kowel in der Ukrainischen SSR. Hier erlag er im Februar 1946 wohl einer Typhuserkrankung und Entkräftung. Der exakte Tag seines Todes ist ebenso unbekannt wie der Ort seiner letzten Ruhestätte. Seine Witwe und seine drei Kinder erhielten die Nachricht von seinem Tod im April 1948.